# Zwierzyniec (skała)
Zwierzyniec – skała we wsi Żelazko w województwie śląskim, w powiecie zawierciańskim, w gminie Ogrodzieniec, na Wyżynie Częstochowskiej będącej częścią Wyżyny Krakowsko-Częstochowskiej. 
Zwierzyniec znajduje się w lesie na przedłużeniu ulicy Wschodniej. Przedłużeniem ul. Wschodniej jest leśna droga. W odległości około 500 m na wschód od końcowego przystanku autobusowego po prawej je stronie, za rowem przeciwczołgowym, znajduje się skała Żelazny Mur. Kilkaset metrów dalej na wschód, po tej samej stronie rowu jest niewielka skała Tatami, a za nią skała Zwierzyniec. Uprawiana jest na niej wspinaczka skalna. Jest to zbudowana z twardych wapieni skalistych skała o wysokości do 18 m, ścianach połogich, pionowych lub przewieszonych z filarami, kominami i zacięciami. W 2012 roku na Zwierzyńcu poprowadzono 11 dróg wspinaczkowych, w 2016 r. jeszcze jedną. Ogółem na Zwierzyńcu jest 14 dróg o trudności od III do VI.3+ w skali Kurtyki oraz jeden projekt. Na większości z nich zamontowano stałe punkty asekuracyjne: ringi (r) i stanowiska zjazdowe (st). 

Zwierzyniec I
1. Tinga tinga; 5r + st, V, 18 m
2. Przytycie hipopotamów; 5r + st, VI, 16 m
3. Hipopodrom; 7r + st, VI+, 20 m
4. Hiporeksja; 7r + st, VI.1, 18 m
5. Lewy hiperpotam; 7r + st, VI.3, 18 m
6. Prawy hiperpotam; 7r + st, VI.3, 18 m
7. Hipopotamy czują się lżejsze; 7r + st, VI.1/1+, 18 m
8. Hipopotamy czują się lekko; 6r + st, VI.1+, 18 m
9. Niesporczaki we mgle; 6r + st, VI.3+, 18 m

Zwierzyniec II
1. Komin Zwierzyńca; IV+, 18 m
2. Projekt; 6r + st, 17 m
3. Ornitorhinoceros vulgaris; 6r + st, VI.1+, 17 m
4. Wszy i drobne robactwo; 4r + st, V, 15 m[3].

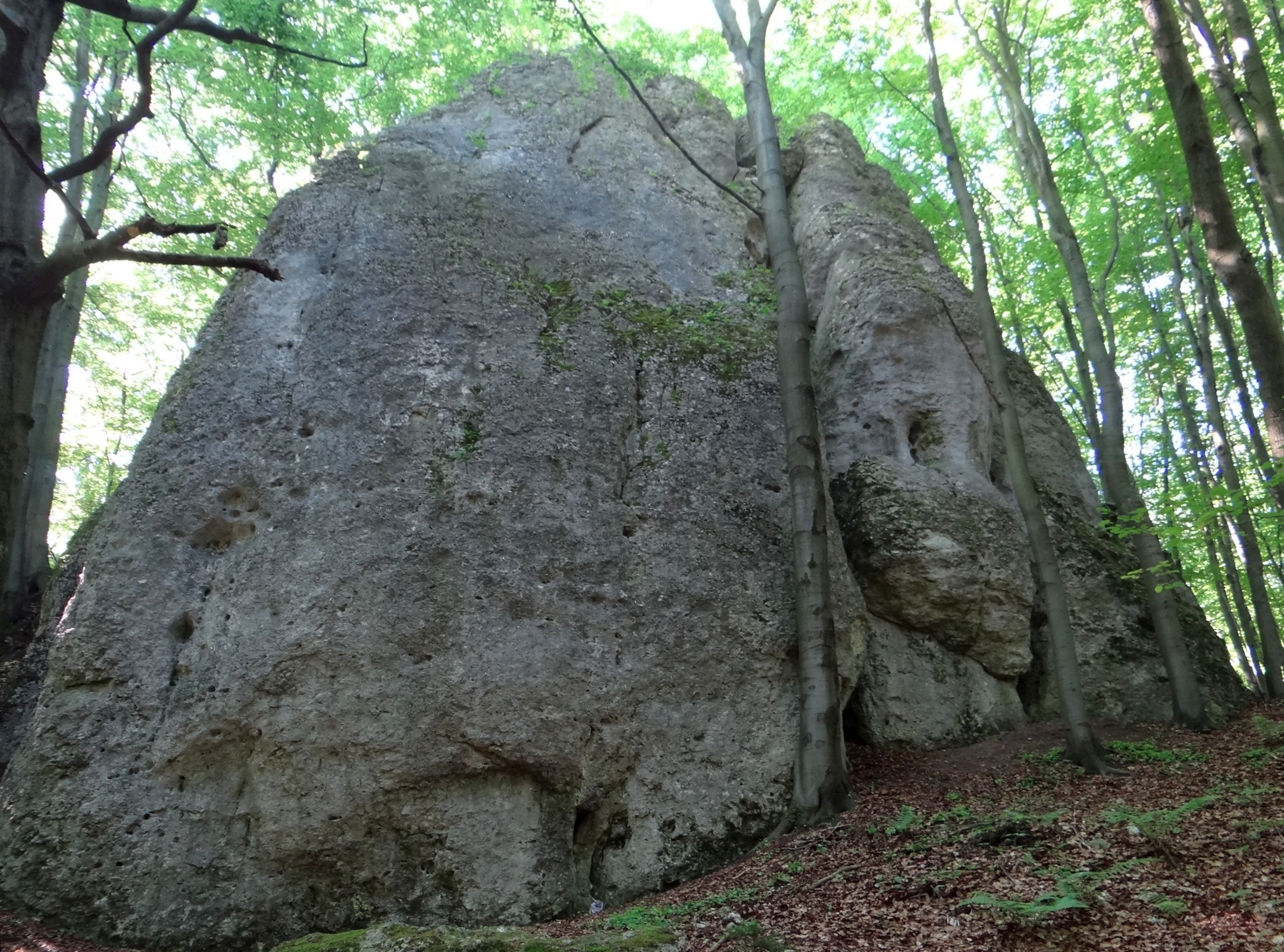
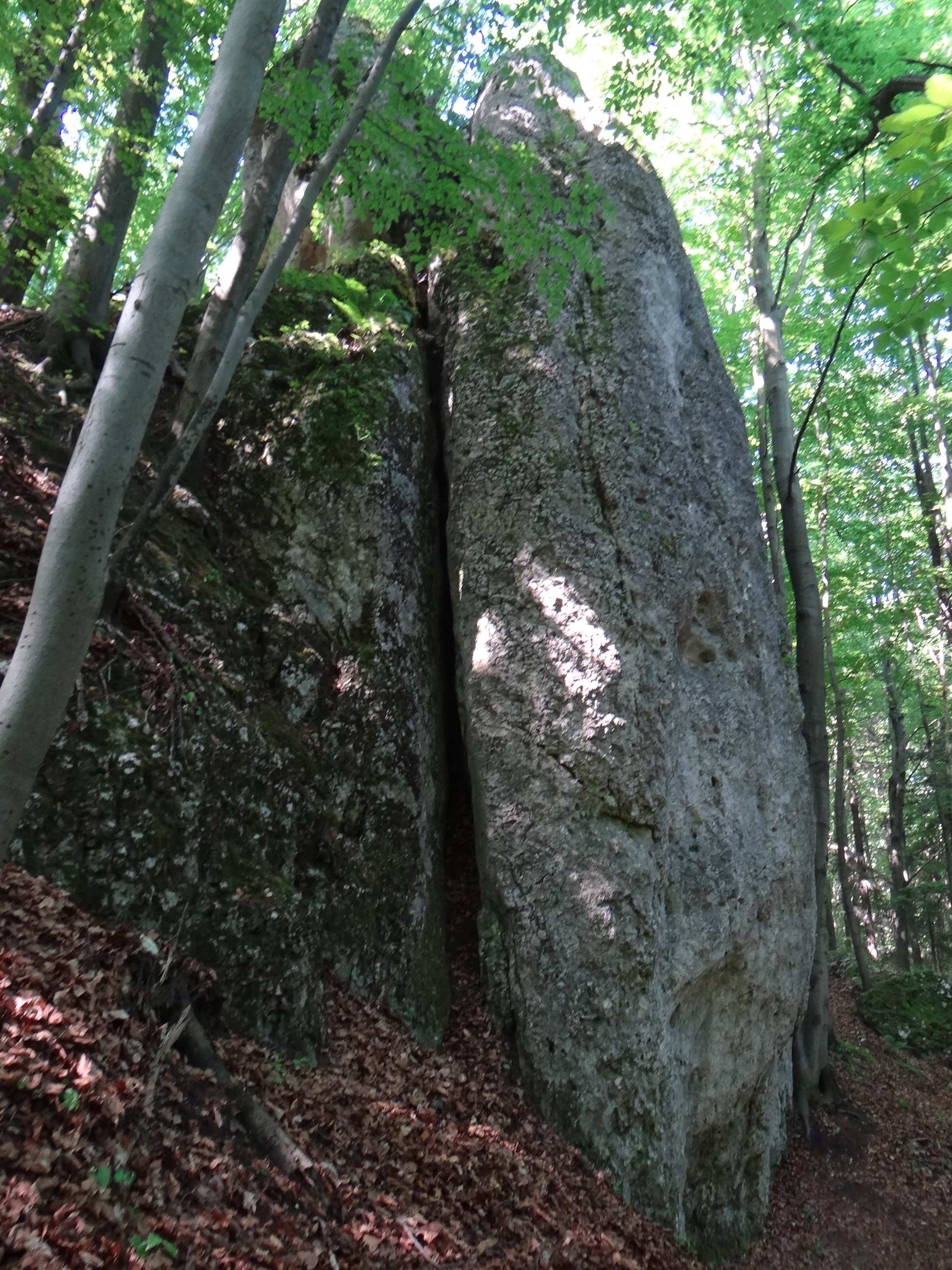
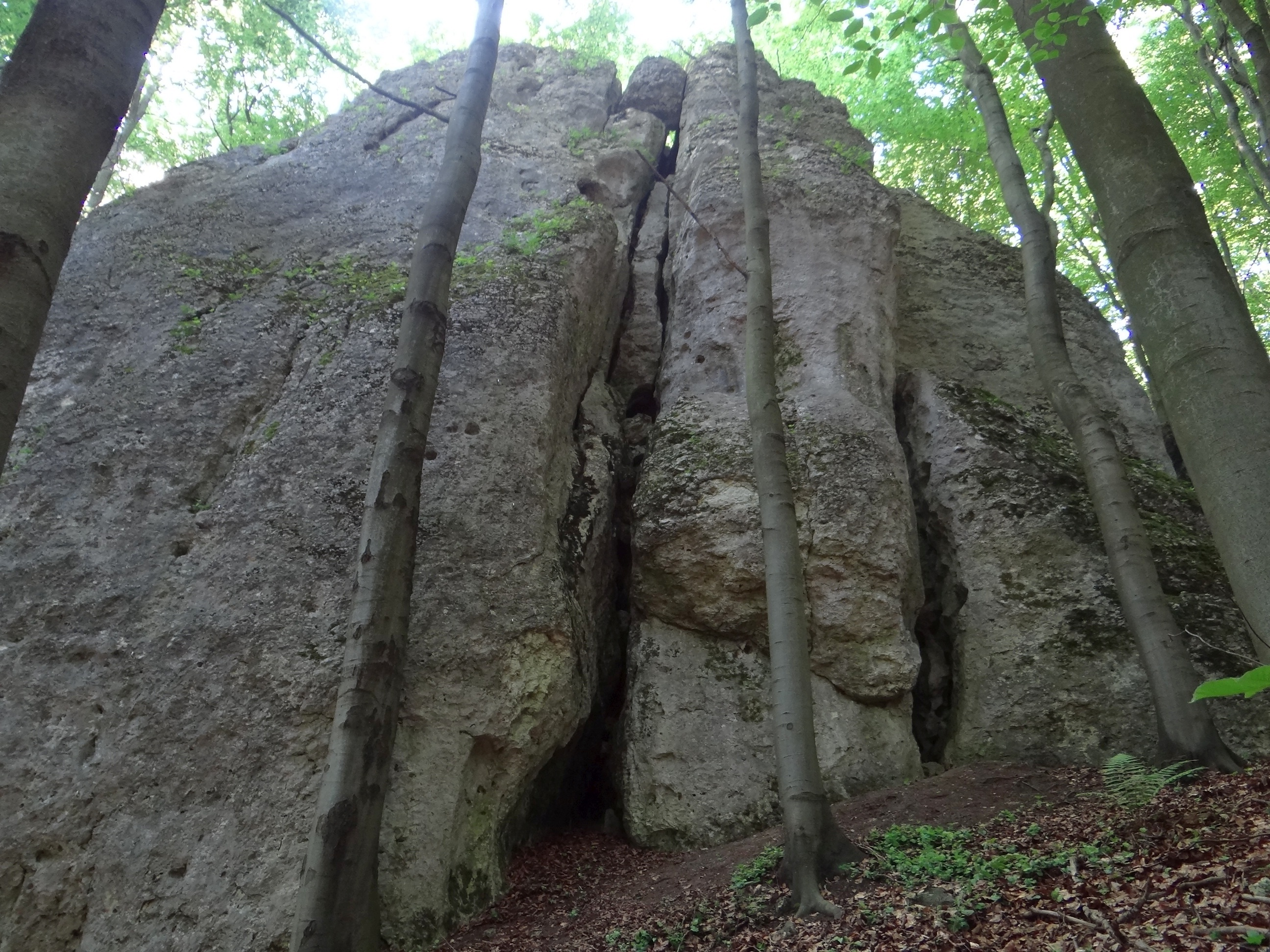
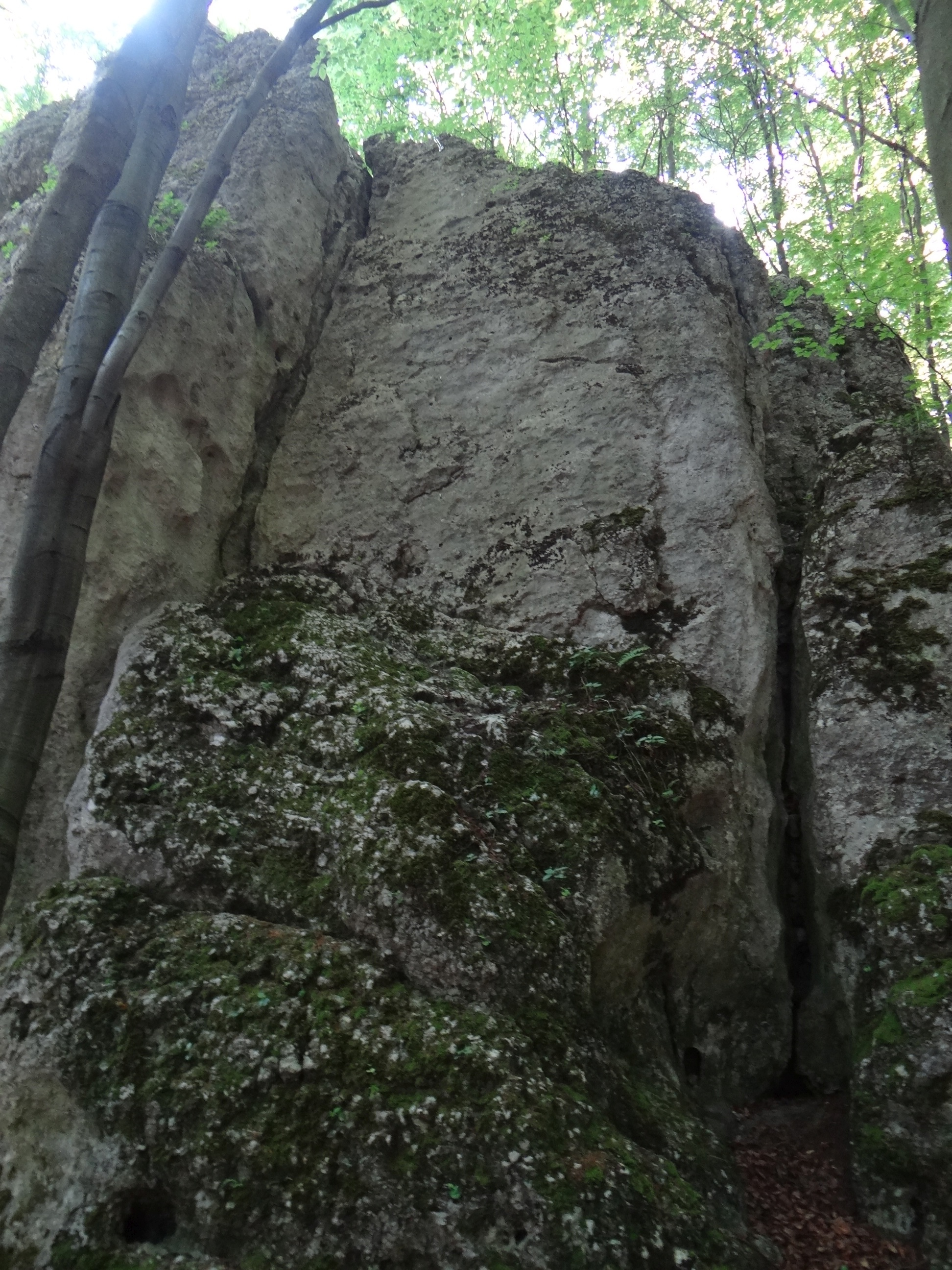
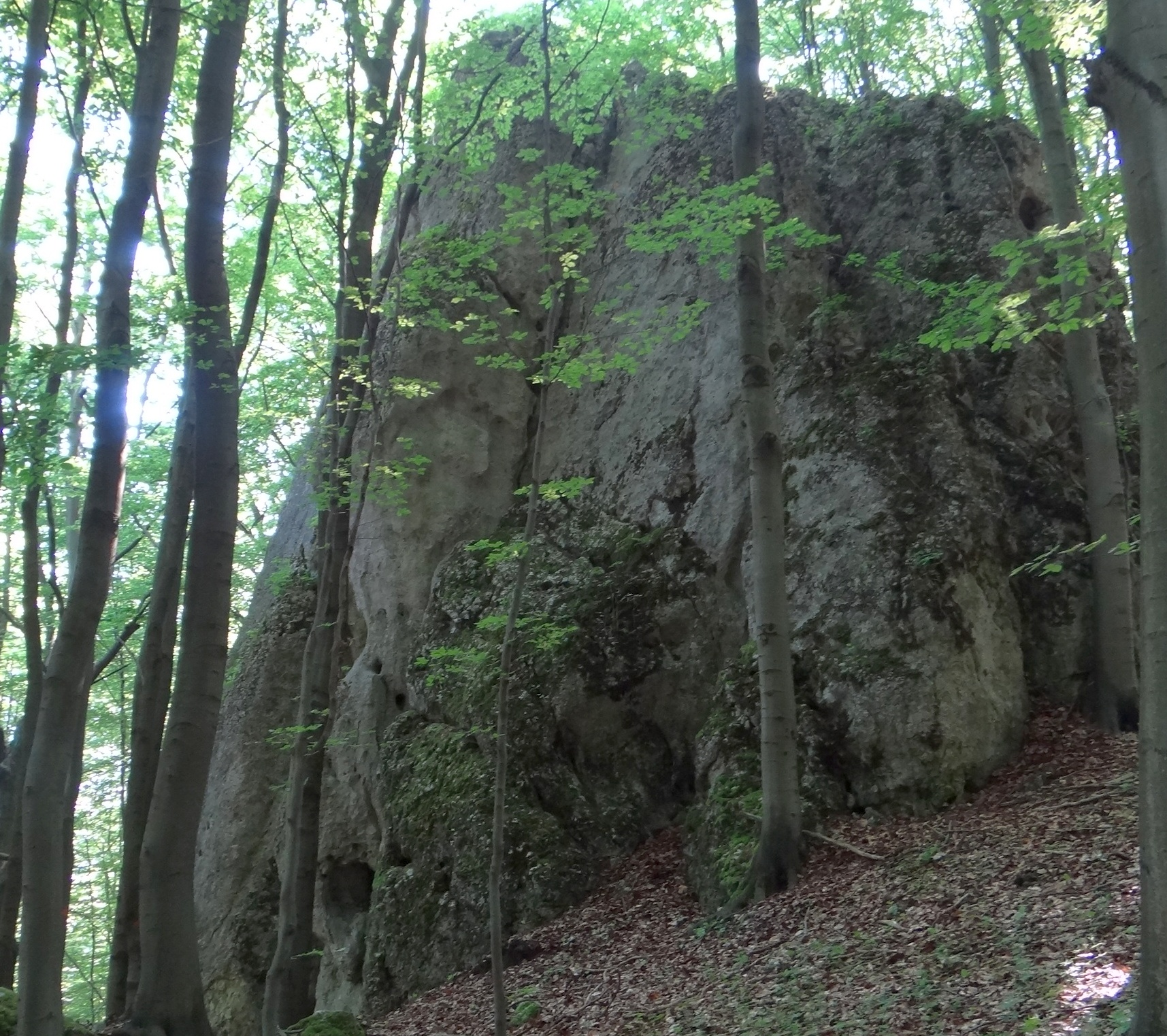

Zwierzyniec cieszy się wśród wspinaczy średnią popularnością.